# لوکوف (ناحیه تپلیتسه)
لوکوف (به چکی: Lukov) یک منطقهٔ مسکونی در جمهوری چک است که در ناحیه تپلیتسه واقع شده‌است. لوکوف ۹٫۶۴ کیلومتر مربع مساحت و ۱۴۷ نفر جمعیت دارد و ۵۰۴ متر بالاتر از سطح دریا واقع شده‌است.